# Герб Вилянува (Варшава)
Герб Вилянува (пол. Herb Wilanowa) — официальный символ Варшавского района Вилянув.

## Описание
На стилизованном щите, увенчанном короной, заключён в поле красном фиолетовый щит. Вверху на щите надпись «WILANÓW».
Оригинальный текст (пол.)Na stylizowanej tarczy zwieńczonej koroną zamkniętą w polu czerwonym tarcza amarantowa. U góry na tarczy napis „WILANÓW”.— Urząd Dzielnicy Wilanów m.st. Warszawy.
Герб Виланова представляет собой художественную стилизацию герба Янина рода Собеских.
Автор современного дизайна герба — польский художник Збигнев Новосадзкий.
Герб был утверждён и принят к использованию Советом гмины Варшава-Вильянув 22 августа 1994 года.